# Diaphorus seyrigi
Diaphorus seyrigi är en tvåvingeart som beskrevs av Octave Parent 1934. Diaphorus seyrigi ingår i släktet Diaphorus och familjen styltflugor.
Artens utbredningsområde är Madagaskar. Inga underarter finns listade i Catalogue of Life.